# Die Frau für alle
Die Frau für alle ist ein US-amerikanisches Filmdrama von Robert Z. Leonard. Der Film, dessen Drehbuch auf dem Roman Ex-Wife von Ursula Parrott basiert, wurde 1930 gedreht. Die Premiere des Films fand am 19. April 1930 statt. In Deutschland wurde der Film bislang nicht gezeigt.

## Handlung
Jerry heiratet den Zeitungsmann Ted, was ihren Freund Paul, der in sie verliebt ist, schockt. Er betrinkt sich, verursacht einen Unfall und heiratet das Unfallopfer Dot. Drei Jahre lang führen Jerry und Ted eine glückliche Ehe. An ihrem vierten Hochzeitstag verreist Ted nach Chicago. Jerry findet heraus, dass Ted eine Affäre mit der geschiedenen Janice hat. Obwohl sie vor der Hochzeit ihre freizügige Einstellung bekundet hat, ist Jerry geschockt. Sie wendet sich Don zu, dem besten Freund ihres Mannes. Ted kann es seinerseits nicht akzeptieren, dass seine Frau eine Affäre hat. Sie reichen die Scheidung ein und trennen sich.
Nach mehreren Liebschaften begegnet Jerry Paul. Paul will sich von Dot trennen, um Jerry heiraten zu können. Doch als Dot ihr ins Gewissen redet, wird Jerry klar, dass sie den gutsituierten Paul gar nicht liebt. Sie reist nach Paris und trifft dort Ted wieder. Am Silvesterabend besuchen sie einen Nachtclub und finden wieder zueinander.

## Hintergrund
Die Produktion von MGM hatte ein geschätztes Budget von ca. 340.000 US-Dollar. Als MGM die Rechte an Ursula Parrotts Bestseller erwarb, schaltete sich die Zensurbehörde ein. Der Roman war ziemlich offenherzig, sodass man es MGM nicht erlaubte, den Buchtitel als Titel für den Film zu benutzen.
Norma Shearer war zum Zeitpunkt der Dreharbeiten die Ehefrau des MGM-Produzenten Irving Thalberg.
Ausstattung und Ton lagen in Händen von Männern, die später mehrfach mit dem Oscar geehrt wurden: Cedric Gibbons und Douglas Shearer, Bruder der Hauptdarstellerin.

## Soundtrack
- Singin’ in the Rain von Nacio Herb Brown und Arthur Freed
- You Were Meant For Me von Nacio Herb Brown und Arthur Freed, gesungen von Robert Montgomery und Judith Wood
- Hochzeitsmarsch aus Lohengrin von Richard Wagner
- Happy Days Are Here Again von Milton Ager und Jack Yellen
- Auld Lang Syne (traditionelles schottisches Lied aus dem 17. Jahrhundert) von Robert Burns
- Tiger Rag von Original Dixieland Jazz Band

Eine kleine Kuriosität betrifft das Lied Singin’ in the Rain. Der Song wurde 1929 komponiert. Doch die Handlung des Films spielt im Jahr 1925.

## Kritiken
Variety lobte die „exzellente“ Norma Shearer, auch die Darsteller Nagel, Montgomery und Morris böten „gute Leistungen“.
Auf Rotten Tomatoes erhielt Die Frau für alle eine Wertung von 75 % basierend auf 8 Kritiken.

## Auszeichnungen
1930 erhielt der Film vier Oscar-Nominierungen. Er wurde in den Kategorien Bester Film, Beste Regie (Robert Z. Leonard), Beste Hauptdarstellerin (Norma Shearer), Bestes Drehbuch (John Meehan) nominiert. Nur Norma Shearer konnte den Oscar schließlich entgegennehmen.